# Dasychira inconspicua
Dasychira inconspicua är en fjärilsart som beskrevs av George Thomas Bethune-Baker 1911. Dasychira inconspicua ingår i släktet Dasychira och familjen tofsspinnare. Inga underarter finns listade i Catalogue of Life.